# Каменный плот
«Каменный плот» (порт. A Jangada de Pedra) — роман лауреата Нобелевской премии по литературе португальского писателя Жозе Сарамагу. Впервые опубликован на португальском языке в 1986 году, а в 1994 году был переведён на английский.
Сюжет романа является фантасмагорией: он основан на том, что Иберийский полуостров отрывается от европейского континента и медленно дрейфует в Атлантический океан в направлении Америки. Коммуникации нарушены, богачи в панике покидают остров, бюрократы и ООН озабочены решением последствий катастрофы. Тем временем пять героев романа из различных мест Испании и Португалии постепенно всё больше находят общий язык друг с другом в этом невольном путешествии.
По роману в 2002 г. голландский режиссёр Джордж Слайзер (George Sluizer) поставил совместный голландско-испано-португальский фильм под названием La Balsa de Piedra (испанский перевод названия романа).